# Saum (Biotoptyp)

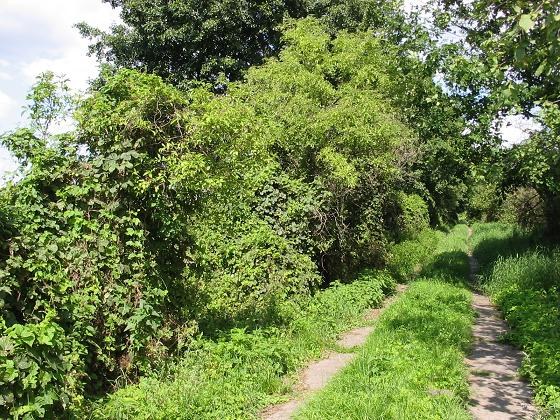
Der aus Stauden gebildete Saum steht zwischen Hecke und Wegrand

Der Saum ist ein von Stauden gebildeter Vegetationsbestand von meist schmaler Ausdehnung, der sich herausbildet, wenn zwei verschiedenartige Lebensräume aneinanderstoßen (Krautsaum aus Wildkräutern). Es handelt sich somit um ein Ökoton zwischen Wald und Offenland. Ein Saumbiotop verfügt über eine eigene charakteristische Artenkombination (vgl. Saumbiozönose).

## Ökologische Bedeutung und Gefährdung
Säume erfüllen vielfältige ökologische Funktionen, beispielsweise als Rendezvousplatz für Schmetterlinge, Überwinterungsquartier für Wirbellose Tiere, als Brutplatz sowie Nahrungsbiotop. Ferner dienen Säume der Erhöhung der Strukturvielfalt in der Kulturlandschaft und spielen als Linienbiotope in der Biotopvernetzung eine entscheidende Rolle.
Aus agrartechnischer Sicht ist der Saum als potentielles Nutzland wertvoll und wird durch zu dichtes Heran- und Unterpflügen, zu häufiges Mähen, Flurbereinigungen und Herbizideinsatz beeinträchtigt.

## Beispiele
Saum-Beispiele:
- Ackerrandstreifen
- Bahndamm
- Feldrain
- Gehölzsaum an Gewässern
- Küste, Salzwiese
- Randstreifen (Straße)
- Ufer
- Wegrand
- Waldrand